# Кадуй (платформа)
Ка́дуй — остановочный пункт Восточно-Сибирской железной дороги на Транссибирской магистрали (4715 километр). 
Относится к Иркутскому региону ВСЖД. Расположена в Нижнеудинском районе Иркутской области России на линии Тайшет — Иркутск-Пассажирский. 
Бывшая железнодорожная станция. По состоянию на 2009 год преобразована в остановочный пункт, пути разобраны. Сохранившееся здание вокзала используется для размещения магазина и путейского околотка.
Имеется пристанционный посёлок. До одноименной деревни около 10 км.